# Woodiphora paralleta
Woodiphora paralleta är en tvåvingeart som beskrevs av Borgmeier 1963. Woodiphora paralleta ingår i släktet Woodiphora och familjen puckelflugor. Inga underarter finns listade i Catalogue of Life.